# Ivan Guidea
Ivan Guidea (ur. 12 maja 1998) – mołdawski, a od 2013 roku rumuński zapaśnik startujący w stylu wolnym. Olimpijczyk z Rio de Janeiro 2016, gdzie zajął jedenaste miejsce w kategorii 57 kg.
Ósmy na mistrzostwach świata w 2017. Brązowy medalista mistrzostw Europy w 2016 i 2018. Siódmy na igrzyskach europejskich w 2015. Siódmy w indywidualnym Pucharze Świata w 2020 roku.
Jego brat Anatolie Guidea, również był zapaśnikiem i olimpijczykiem z Londynu 2012.